# Final de la Liga de Campeones de la UEFA 2000-01
La final de la Liga de Campeones de la UEFA 2000-01 se disputó el día 23 de mayo de 2001 en el Estadio Giuseppe Meazza de Milán, Italia. Fue la 46ª edición de la final y los equipos que la disputaron fueron el Bayern Münich y el Valencia CF, que alcanzaba la final por segunda vez consecutiva.
El encuentro finalizó en empate con resultado de 1–1 tras el tiempo reglamentario y la prórroga, dilucidándose finalmente en tanda de penaltis, en la que el equipo alemán se impuso por 4-5, logrando así su cuarto título continental.

## Trayectoria de los finalistas

### Bayern Múnich
Como campeón de la Bundesliga, el Bayern se clasifica directamente para la UEFA Champions League de la temporada 2000-01.
En la primera fase de liguilla, el Bayern se disputa el liderazgo del Grupo F con el Paris Saint-Germain, cosa que consigue en la última jornada después de que ambos equipos empaten sus respectivos partidos contra el Rosenborg y el Helsingborgs.
En la segunda fase de liguilla, el Bayern queda encuadrado en el Grupo C, junto al Arsenal, el Olympique de Lyon y el Spartak de Moscú. Los bávaros demuestran gran solidez, concediendo solo un empate ante el Arsenal, y una derrota ante el Lyon.
En los cuartos de final se produce un auténtico choque de titanes contra el Manchester United. En la ida de Old Trafford, el partido fue un auténtico toma y daca por parte de ambos equipos que demostraron un gran nivel, sin embargo, el conjunto bávaro se terminó llevando la victoria por 0-1 gracias a un gol del suplente Paulo Sérgio a cuatro minutos del final. En la vuelta disputada en el Olímpico de Múnich, el Bayern se adelanta con un tempranero gol de Giovane Élber tras un pase de la muerte, y Mehmet Scholl establece el 2-0 poniendo muy difícil la clasificación a los ingleses. El Manchester reaccionó tras el descanso con un gol de Ryan Giggs que devolvía la ilusión a los red devils y permitió que los mancunianos controlaran el partido, sin embargo, la falta de efectividad en ataque evitó cualquier posibilidad de dar la vuelta a la eliminatoria. El Bayern se vengaba así de la final de la UEFA Champions League de 1999.
En semifinales, el Bayern se enfrentaba al vigente campeón, el Real Madrid. En la ida disputada en el Estadio Santiago Bernabéu, el Bayern consigue ganar 0-1 gracias a un solitario gol de Élber en el minuto 51 que sorprende a Iker Casillas; el Bayern resiste el resto del partido las acometidas blancas gracias a una gran labor de Oliver Kahn. En la vuelta, como una premonición, el Bayern se lanza al ataque desde el principio con dos ocasiones que tienen que ser salvadas por Iker Casillas, hasta que Élber anota el 1-0 en el minuto 8; el conjunto merengue reacciona rápidamente y empata en el 17 con gol de Luís Figo tras gran asistencia de Raúl González Blanco. En el minuto 35, en una falta, y tras jugada ensayada, Jens Jeremies anota el 2-1 definitivo, consiguiendo el Bayern el pase a la final.

### Valencia CF
Tras quedar subcampeón en la pasada Liga de Campeones, el Valencia queda tercero en la liga en la temporada 1999-00, lo que le permite volver a acceder a la UEFA Champions League.
En la primera fase de liguilla de la temporada 2000-01, el Valencia domina el Grupo C, integrado también por el Olympique de Lyon, el Olympiacos griego, y los holandeses del Heerenveen. Los chés acaban primeros, concediendo solo una derrota ante los griegos y un empate ante los holandeses.
En la segunda fase de la liguilla, el Valencia se disputa el liderazgo con el Manchester United, con el que demuestra una gran igualdad (ambos empatan en la ida y en la vuelta). Los españoles consiguen quedar en cabeza gracias a la ventaja de la diferencia de goles.
En cuartos de final se enfrentan al Arsenal londinense. En la ida en Highbury, los valencianos se adelantan con un gol de Roberto Ayala de volea; sin embargo, los gunners remontan con goles de Thierry Henry y Ray Parlour. En la vuelta en Mestalla, el empate se mantiene durante los primeros 75 minutos gracias al conservadurismo de los ingleses y a la falta de acierto del Valencia, hasta que un testarazo de John Carew a centro del lateral Jocelyn Angloma da la victoria y el pase a los valencianos gracias al valor doble de los goles fuera de casa.
En semifinales se enfrentaba al equipo revelación del campeonato, el Leeds United. En la ida, disputada en Inglaterra, el partido termina en tablas sin goles. Para la vuelta en Mestalla, el Valencia hace un partido para la historia donde el gran protagonista fue el jugador Juan Sánchez; en el minuto 14 de la primera parte, Sánchez anota un polémico gol protestado por los ingleses aduciendo mano; el segundo fue un disparo del mismo Juan Sánchez que establecía el 2-0. A partir de entonces el protagonismo fue solo del Valencia, y en el minuto 50, Gaizka Mendieta, en uno de los mejores partidos de su carrera, firmaba casi la sentencia con el 3-0 definitivo, culminando una de las noches más memorables para el valencianismo.
El conjunto ché accedía así a su segunda final consecutiva y a la segunda de su historia.

## La final
En el Estadio Giuseppe Meazza de Milán se daban cita el Bayern de Múnich y el Valencia CF. Ambos llegaban a esta final muy igualados, conformando bloques sólido. El Bayern había despachado en las rondas previas a otros dos candidatos al título: al Manchester United y al vigente campeón, el Real Madrid. Por su parte, el Valencia sufrió para eliminar al Arsenal londinense, y derrotó con contundencia al sorprendente Leeds United. El Valencia llegaba, además, a su segunda final consecutiva, después de haber perdido la anterior contra el ya mencionado Real Madrid. Los dos habían sido los perdedores de las dos finales precedentes, por lo que existían muchos ánimos de revancha.
El Bayern formaba con uno de los porteros más en forma del mundo, Oliver Kahn; la defensa quedaba para Samuel Kuffour, Patrik Andersson y Thomas Linke; los franceses Willy Sagnol y Bixente Lizarazu actuaban desde las bandas; el centro del campo formaba con el defensivo Owen Hargreaves, el capitán Stefan Effenberg, y el mediapunta Mehmet Scholl; la delantera quedaba para Hasan Salihamidžić (más retrasado), y para el killer del equipo, Giovane Élber.
El Valencia formaba con la que era su alineación habitual; Santiago Cañizares en portería; defensa de cuatro con Jocelyn Angloma desde la banda, los argentinos Roberto Fabián Ayala y Mauricio Pellegrino, y Amedeo Carboni desde la izquierda; el centro del campo concentraba la mayor calidad del equipo, con Rubén Baraja realizando labores de contención, Kily González y Juan Sánchez actuando desde las bandas, el capitán y alma del equipo, Gaizka Mendieta, y la magia de Pablo César Aimar; en la delantera se contaba con un único punta, el noruego John Carew.
La final comienza bronca. Cuando apenas habían transcurrido 5 minutos de partido, John Carew bota un centro que intenta ser recogido por Mendieta en el área rival, si bien pronto se encuentra con una maraña de jugadores del Bayern; en mitad de la confrontación por la pelota, el árbitro señala un sorprendente penalti. Mendieta, con solvencia, bate a Kahn y establece el 0-1 para los chés. El Bayern no se amilana y busca la respuesta rápidamente, tanto que pocos minutos después, el árbitro marcó penalti para los bávaros tras un infantil derribo de Angloma sobre Effenberg; Scholl se hizo pequeño ante la portería de Cañizares, el cual adivinó su lanzamiento. La primera parte llegaba a su fin.
Para la segunda mitad, ambos entrenadores buscaron un cambio de táctica para sus respectivos equipos. Cúper, para el Valencia, retiró a Aimar y dio entrada a David Albelda para conseguir solidez y contundencia en el centro del campo. Hitzfeld retiró a Sagnol, que había estado desaparecido durante el partido, para que ingresara un auténtico delantero «tanque»: Carsten Jancker.
El partido se reanudó, y cuando apenas habían transcurrido 5 minutos de reanudación, el árbitro señalaba el tercer penalti de la noche. Élber había botado un balón al área que fue peleado por Jancker y Carboni; el primero derribó al segundo en el salto, que tocó el balón con la mano. En esta ocasión, el capitán Effenberg no falló y anotó el 1-1 para los bávaros. El Valencia, preparado para afrontar un partido eminentemente defensivo, se veía obligado a reestructurarse, por ello, Cúper dio entrada en el minuto 66 al esloveno Zlatko Zahovič por Juan Sánchez. El partido se equilibró bastante a partir de este punto, mostrando ambos equipos poco fútbol, pero sí mucha solidez.
Tras el 1-1 final se llegó a la prórroga con gol de oro. Ninguno de los dos equipos pareció querer arriesgar en exceso, si bien físicamente aparentaban estar mejor los alemanes, los cuales creaban las ocasiones de mayor peligro. Antes del final, Hizfeld retiró a Scholl para dar entrada al extremo brasileño Paulo Sérgio. Tras la media hora de prórroga el árbitro pitó el final, llegándose a los penaltis.
En la tanda, ambos porteros mostraron su calidad. El Bayern fue el primero en lanzar; Paulo Sérgio efectuó un desastroso lanzamiento que se fue muy alto de la portería de Cañizares. El capitán Mendieta no falló para los valencianos, batiendo a Kahn con serenidad. Salihamidžić no falló y empata para los bávaros. Carew tampoco lo hizo para los chés, que seguían con ventaja. Zickler, que había entrado poco antes del final del tiempo reglamentario, bate a Cañizares con solvencia. Zahovič, un veterano lanzador de penaltis, erra el suyo cuando Kahn le adivina la trayectoria: 2-2 en el cómputo global y un fallo para cada equipo. Andersson en el siguiente, efectuando un disparo flojo que Cañizares acierta a adivinar. Carboni tenía la oportunidad de devolver la ventaja al conjunto español, pero su disparo centrado es despejado con mucha fortuna por Kahn: sigue sin moverse el 2-2 en la tanda. Effenberg y Baraja aciertan sus lanzamientos, por lo que se llega a la muerte súbita. Lizarazu anota con solvencia y el Kily González hace lo mismo. Thomas Linke no se arriesga y anota un disparo centrado. Pellegrino debía anotar, pero su tiro centrado es adivinado por Kahn, proclamando al Bayern como campeón de Europa por cuarta ocasión.
El Valencia pierde su segunda final de Champions consecutiva de la manera más cruel. Santiago Cañizares, sin dudas el jugador más destacado de la final para los valencianistas, se echaba a llorar sobre el terreno de juego siendo consolado por Oliver Kahn, Kuffour y Zickler. Stefan Effenberg levantaba la cuarta «orejona» para el equipo de Baviera.

## Partido
| 1     | POR   | Oliver Kahn        |      |
| 2     | DEF   | Willy Sagnol       | 46'  |
| 4     | DEF   | Samuel Kuffour     |      |
| 5     | DEF   | Patrik Andersson   |      |
| 25    | DEF   | Thomas Linke       |      |
| 3     | DEF   | Bixente Lizarazu   |      |
| 23    | MED   | Owen Hargreaves    |      |
| 11    | MED   | Stefan Effenberg   |      |
| 7     | MED   | Mehmet Scholl      | 108' |
| 20    | DEL   | Hasan Salihamidžić |      |
| 9     | DEL   | Giovane Élber      | 100' |
| D. T. | D. T. | Ottmar Hitzfeld    |      |

| 1     | POR   | Santiago Cañizares  |     |
| 20    | DEF   | Jocelyn Angloma     |     |
| 12    | DEF   | Roberto Ayala       | 90' |
| 2     | DEF   | Mauricio Pellegrino |     |
| 15    | DEF   | Amedeo Carboni      |     |
| 19    | MED   | Rubén Baraja        |     |
| 6     | MED   | Gaizka Mendieta     |     |
| 18    | MED   | Kily González       |     |
| 17    | MED   | Juan Sánchez Moreno | 66' |
| 35    | MED   | Pablo César Aimar   | 46' |
| 7     | DEL   | John Carew          |     |
| D. T. | D. T. | Héctor Cúper        |     |

| 19 | DEL | Carsten Jancker   | 46'  |
| 21 | DEL | Alexander Zickler | 100' |
| 13 | DEL | Paulo Sérgio      | 108' |

| 23 | MED | David Albelda  | 46' |
| 8  | MED | Zlatko Zahovič | 66' |
| 5  | DEF | Miroslav Đukić | 90' |

| 50' (pen.) | Stefan Effenberg | 1:1 |

| 3' (pen.) | Gaizka Mendieta | 0:1 |

| No · Sí · Sí · No · Sí · Sí · Sí | Paulo Sérgio Hasan Salihamidžić Alexander Zickler Patrik Andersson Stefan Effenberg Bixente Lizarazu Thomas Linke | 0:0 1:1 2:2 3:2 4:3 5:4 |

| Sí · Sí · No · No · Sí · Sí · No | Gaizka Mendieta John Carew Zlatko Zahović Amedeo Carboni Rubén Baraja Kily González Mauricio Pellegrino | 0:1 1:2 2:2 3:3 4:4 5:4 |

| 38' · 39' | Patrik Andersson Mehmet Scholl |

| 25' · 116' | Amedeo Carboni Kily González |

| Principal | Dick Jol |

| 1     | POR   | Oliver Kahn        |      |
| 2     | DEF   | Willy Sagnol       | 46'  |
| 4     | DEF   | Samuel Kuffour     |      |
| 5     | DEF   | Patrik Andersson   |      |
| 25    | DEF   | Thomas Linke       |      |
| 3     | DEF   | Bixente Lizarazu   |      |
| 23    | MED   | Owen Hargreaves    |      |
| 11    | MED   | Stefan Effenberg   |      |
| 7     | MED   | Mehmet Scholl      | 108' |
| 20    | DEL   | Hasan Salihamidžić |      |
| 9     | DEL   | Giovane Élber      | 100' |
| D. T. | D. T. | Ottmar Hitzfeld    |      |

| 1     | POR   | Santiago Cañizares  |     |
| 20    | DEF   | Jocelyn Angloma     |     |
| 12    | DEF   | Roberto Ayala       | 90' |
| 2     | DEF   | Mauricio Pellegrino |     |
| 15    | DEF   | Amedeo Carboni      |     |
| 19    | MED   | Rubén Baraja        |     |
| 6     | MED   | Gaizka Mendieta     |     |
| 18    | MED   | Kily González       |     |
| 17    | MED   | Juan Sánchez Moreno | 66' |
| 35    | MED   | Pablo César Aimar   | 46' |
| 7     | DEL   | John Carew          |     |
| D. T. | D. T. | Héctor Cúper        |     |

| 19 | DEL | Carsten Jancker   | 46'  |
| 21 | DEL | Alexander Zickler | 100' |
| 13 | DEL | Paulo Sérgio      | 108' |

| 23 | MED | David Albelda  | 46' |
| 8  | MED | Zlatko Zahovič | 66' |
| 5  | DEF | Miroslav Đukić | 90' |

| 50' (pen.) | Stefan Effenberg | 1:1 |

| 3' (pen.) | Gaizka Mendieta | 0:1 |

| No · Sí · Sí · No · Sí · Sí · Sí | Paulo Sérgio Hasan Salihamidžić Alexander Zickler Patrik Andersson Stefan Effenberg Bixente Lizarazu Thomas Linke | 0:0 1:1 2:2 3:2 4:3 5:4 |

| Sí · Sí · No · No · Sí · Sí · No | Gaizka Mendieta John Carew Zlatko Zahović Amedeo Carboni Rubén Baraja Kily González Mauricio Pellegrino | 0:1 1:2 2:2 3:3 4:4 5:4 |

| 38' · 39' | Patrik Andersson Mehmet Scholl |

| 25' · 116' | Amedeo Carboni Kily González |

| Principal | Dick Jol |

| 1     | POR   | Oliver Kahn        |      |
| 2     | DEF   | Willy Sagnol       | 46'  |
| 4     | DEF   | Samuel Kuffour     |      |
| 5     | DEF   | Patrik Andersson   |      |
| 25    | DEF   | Thomas Linke       |      |
| 3     | DEF   | Bixente Lizarazu   |      |
| 23    | MED   | Owen Hargreaves    |      |
| 11    | MED   | Stefan Effenberg   |      |
| 7     | MED   | Mehmet Scholl      | 108' |
| 20    | DEL   | Hasan Salihamidžić |      |
| 9     | DEL   | Giovane Élber      | 100' |
| D. T. | D. T. | Ottmar Hitzfeld    |      |

| 1     | POR   | Santiago Cañizares  |     |
| 20    | DEF   | Jocelyn Angloma     |     |
| 12    | DEF   | Roberto Ayala       | 90' |
| 2     | DEF   | Mauricio Pellegrino |     |
| 15    | DEF   | Amedeo Carboni      |     |
| 19    | MED   | Rubén Baraja        |     |
| 6     | MED   | Gaizka Mendieta     |     |
| 18    | MED   | Kily González       |     |
| 17    | MED   | Juan Sánchez Moreno | 66' |
| 35    | MED   | Pablo César Aimar   | 46' |
| 7     | DEL   | John Carew          |     |
| D. T. | D. T. | Héctor Cúper        |     |

| 19 | DEL | Carsten Jancker   | 46'  |
| 21 | DEL | Alexander Zickler | 100' |
| 13 | DEL | Paulo Sérgio      | 108' |

| 23 | MED | David Albelda  | 46' |
| 8  | MED | Zlatko Zahovič | 66' |
| 5  | DEF | Miroslav Đukić | 90' |

| 50' (pen.) | Stefan Effenberg | 1:1 |

| 3' (pen.) | Gaizka Mendieta | 0:1 |

| No · Sí · Sí · No · Sí · Sí · Sí | Paulo Sérgio Hasan Salihamidžić Alexander Zickler Patrik Andersson Stefan Effenberg Bixente Lizarazu Thomas Linke | 0:0 1:1 2:2 3:2 4:3 5:4 |

| Sí · Sí · No · No · Sí · Sí · No | Gaizka Mendieta John Carew Zlatko Zahović Amedeo Carboni Rubén Baraja Kily González Mauricio Pellegrino | 0:1 1:2 2:2 3:3 4:4 5:4 |

| 38' · 39' | Patrik Andersson Mehmet Scholl |

| 25' · 116' | Amedeo Carboni Kily González |

| Principal | Dick Jol |

| 1     | POR   | Oliver Kahn        |      |
| 2     | DEF   | Willy Sagnol       | 46'  |
| 4     | DEF   | Samuel Kuffour     |      |
| 5     | DEF   | Patrik Andersson   |      |
| 25    | DEF   | Thomas Linke       |      |
| 3     | DEF   | Bixente Lizarazu   |      |
| 23    | MED   | Owen Hargreaves    |      |
| 11    | MED   | Stefan Effenberg   |      |
| 7     | MED   | Mehmet Scholl      | 108' |
| 20    | DEL   | Hasan Salihamidžić |      |
| 9     | DEL   | Giovane Élber      | 100' |
| D. T. | D. T. | Ottmar Hitzfeld    |      |

| 1     | POR   | Santiago Cañizares  |     |
| 20    | DEF   | Jocelyn Angloma     |     |
| 12    | DEF   | Roberto Ayala       | 90' |
| 2     | DEF   | Mauricio Pellegrino |     |
| 15    | DEF   | Amedeo Carboni      |     |
| 19    | MED   | Rubén Baraja        |     |
| 6     | MED   | Gaizka Mendieta     |     |
| 18    | MED   | Kily González       |     |
| 17    | MED   | Juan Sánchez Moreno | 66' |
| 35    | MED   | Pablo César Aimar   | 46' |
| 7     | DEL   | John Carew          |     |
| D. T. | D. T. | Héctor Cúper        |     |

| 19 | DEL | Carsten Jancker   | 46'  |
| 21 | DEL | Alexander Zickler | 100' |
| 13 | DEL | Paulo Sérgio      | 108' |

| 23 | MED | David Albelda  | 46' |
| 8  | MED | Zlatko Zahovič | 66' |
| 5  | DEF | Miroslav Đukić | 90' |

| 50' (pen.) | Stefan Effenberg | 1:1 |

| 3' (pen.) | Gaizka Mendieta | 0:1 |

| No · Sí · Sí · No · Sí · Sí · Sí | Paulo Sérgio Hasan Salihamidžić Alexander Zickler Patrik Andersson Stefan Effenberg Bixente Lizarazu Thomas Linke | 0:0 1:1 2:2 3:2 4:3 5:4 |

| Sí · Sí · No · No · Sí · Sí · No | Gaizka Mendieta John Carew Zlatko Zahović Amedeo Carboni Rubén Baraja Kily González Mauricio Pellegrino | 0:1 1:2 2:2 3:3 4:4 5:4 |

| 38' · 39' | Patrik Andersson Mehmet Scholl |

| 25' · 116' | Amedeo Carboni Kily González |

| Principal | Dick Jol |

|                       |
| Bandera de Alemania   |
| Campeón Bayern Múnich |
| 4.to Título           |

## Filmografía
- Reportaje Canal+ (23-5-2011), «Fiebre Maldini - 'Cañizares y Kahn: Final 2001'» en Plus.es.
- Reportaje UEFA (18-5-2013), «Kahn habla del triunfo de 2001» en UEFA.com.